# TS Woltmershausen
TS Woltmershausen ist ein Sportverein aus dem Bremer Stadtteil Woltmershausen. Die erste Fußballmannschaft der Männer nahm zweimal am DFB-Pokal teil. Die erste Fußballmannschaft der Frauen spielte einmal um den DFB-Pokal. Die erste Handballmannschaft der Frauen spielte zwei Jahre in der 2. Bundesliga.

## Geschichte
Der Verein geht auf dem Turn- und Sportverein Woltmershausen von 1890 zurück und dem 1900 gegründeten FV Woltmershausen, der im Mai 1945 aufgelöst wurde. Am 3. März 1946 wurde als Nachfolger der TSV Woltmershausen gegründet, in den auch der TV 1890 Woltmershausen einfloss. Am 10. Juli 1946 wurde aus dem TSV der TV Woltmershausen. Ehemalige Mitglieder des FV Woltmershausen spalteten sich am 8. März 1947 als SV Woltmershausen ab. Schließlich vereinigten sich beide Vereine wieder am 27. September 1974.

### Männerfußball
Die ersten sportlichen Erfolge konnte der FV Woltmershausen in den 1920er Jahren erzielen, als die Mannschaft zwischen 1923 und 1928 in der erstklassigen Bezirksliga Weser/Jade spielte. Von 1943 bis 1945 spielte der FVW in der Gauliga Weser-Ems. Die Fußballer des TV Woltmershausen qualifizierten sich im Jahre 1930 für die deutsche Meisterschaft der Deutschen Turnerschaft. Nach dem Zweiten Weltkrieg gelang den SV Woltmershausen 1949 der Aufstieg in die seinerzeit zweitklassige Landesliga Bremen, die bis 1959 gehalten werden konnte. Zwei Jahre später gelang der Wiederaufstieg. In der Saison 1967/68 wurde die Mannschaft Dritter hinter den Amateurmannschaften von Werder Bremen und Bremerhaven 93. Da diese nicht an der Aufstiegsrunde zur Regionalliga Nord teilnehmen durften rückte der SVW nach und erreichte Rang drei hinter dem Heider SV und dem VfL Pinneberg.
Drei Jahre später stieg der SVW aus der Landesliga ab und kehrte erst im Jahre 1980, dieses Mal als TS Woltmershausen, in die mittlerweile Verbandsliga genannte höchste Bremer Liga zurück. 1985 stieg die Mannschaft aufgrund des schlechteren Torverhältnis gegenüber dem TuS Schwachhausen und Sparta Bremerhaven ab. Nach dem sofortigen Wiederaufstieg erreichte die Mannschaft 1987 noch einmal den dritten Platz. Nach dem erneuten Abstieg im Jahre 1998 wurde TSW zu einer Fahrstuhlmannschaft. Nach dem Verbandsligaabstieg 2005 wurde die Mannschaft in die Bezirksliga durchgereicht, ehe zwei Aufstiege in Folge den Verein 2011 wieder in die Bremen-Liga beförderten. Im Sommer 2012 landete der TSW auf dem letzten Platz der Bremen-Liga und musste somit wieder in die sechstklassige Landesliga Bremen absteigen. Im Jahre 2022 gelang der Aufstieg in die Bremen-Liga.
Mit Tobias Duffner brachte der Verein einen Drittligaspieler hervor, mit Nick Woltemade einen Bundesliga- und deutschen Nationalspieler.

### Frauenfußball
In der Saison 2011/12 qualifizierten sich die Fußballerinnen des TS Woltmershausen erstmals für den DFB-Pokal, nachdem sie im Finale des Bremer Pokals den ATS Buntentor mit 4:2 besiegten. In der ersten Runde auf Bundesebene musste die Mannschaft gegen den Zweitligisten BV Cloppenburg eine 0:14-Niederlage einstecken. Die erste Mannschaft spielt in der viertklassigen Verbandsliga Bremen.

### Handball
Die Handballerinnen von TS Woltmershausen schafften im Jahre 1993 den Aufstieg in die 2. Bundesliga Nord. Nach zwei Jahren folgte der Abstieg. Nach mehreren Jahren in der Regionalliga folgte im Jahre 2007 der Abstieg in die Oberliga. Bei den ersten noch inoffiziellen Deutschen Meisterschaften im Beachhandball 1996 gewann die Mannschaft des TS Woltmershausen den Titel, bei den ersten offiziellen Titelkämpfen 1999 wurde die Mannschaft Dritte. Ab 2000 traten die Spielerinnen als XXS-Team Bremen an und waren noch bis in die zweite Hälfte der 2000er Jahre erfolgreich, gewannen unter anderem 2004 den deutschen Meistertitel.

### Futsal
Nach dem Aufstieg, im Jahr 2020, aus der BFV-Futsal-Liga spielt die erste Futsal Mannschaft in der zweithöchsten deutschen Spielklasse der Futsal-Regionalliga Nord und konnte sich dort zur Winterpause der ersten Spielzeit, in der zweithöchsten deutschen Spielklasse im Futsal, auf dem Aufstiegsplatz zur Futsal-Bundesliga – der höchsten deutschen Spielklasse im Deutschen Fußball-Bund – stellen. Am Ende reichte es für die Woltmershausener nicht für den Aufstieg in die höchste deutsche Spielklasse, man ist in der Saison 2022/23 weiterhin in der zweithöchsten deutschen Spielklasse.